# SplitsTree
SplitsTree é um programa popular para inferir árvores filogenéticas ou, mais genericamente, redes filogenéticas de vários tipos de dados, tais como a alinhamento de sequências, uma matriz de distâncias ou um conjunto de árvores.
SplitsTree implementa métodos publicados tais como a decomposição Split neighbor-net, redes de consenso, os métodos de super-redes ou métodos de hibridização por computação ou de redes de recombinação simples.

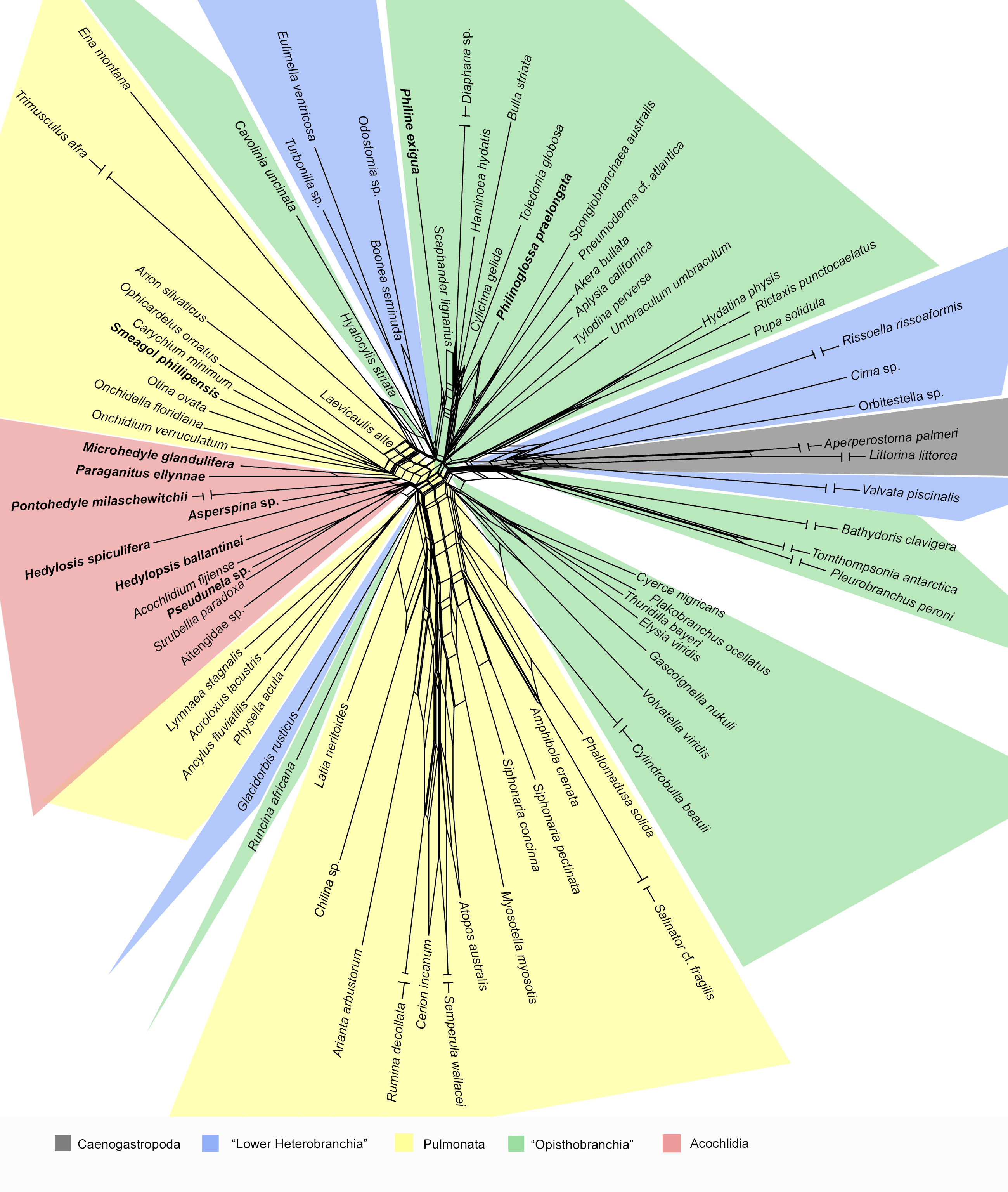
Um exemplo de uma rede filogenética neighbor-net gerada pelo SplitsTree v4.6.